# École
École ist eine französische Gemeinde mit 307 Einwohnern (1. Januar 2022) im Département Savoie in der Region Auvergne-Rhône-Alpes. Sie gehört zum Arrondissement Chambéry und zum Kanton Saint-Alban-Leysse. Die Bewohner werden Ecoulans und Ecoulanes genannt.

## Geographie
École liegt auf 736 m, etwa 21 Kilometer nordöstlich der Stadt Chambéry (Luftlinie). Das Dorf erstreckt sich im Nordwesten des Département Savoie, im Zentrum des Massivs der Bauges, inmitten eines breiten Talbeckens südlich des Chéran, zwischen den Gipfeln von Grand Colombier im Westen und Mont Trélod im Nordosten.
Die Fläche des 29,65 km² großen Gemeindegebiets umfasst einen stark reliefierten Abschnitt des Massivs der Bauges. Der zentrale Teil wird vom Talbecken von École eingenommen, das sich in Nord-Süd-Richtung erstreckt und einen gut 1 km breiten flachen Talboden aufweist. In dieses Talbecken mündet der Chéran von Osten aus dem engen Vallon de Bellevaux. Unterhalb von École nimmt er von Süden den Ruisseau des Grands Prés auf. Im Westen wird das Becken vom Mont Chardonnet (1405 m) flankiert; das Gemeindeareal reicht bis auf den Gipfel des Grand Colombier (2043 m).

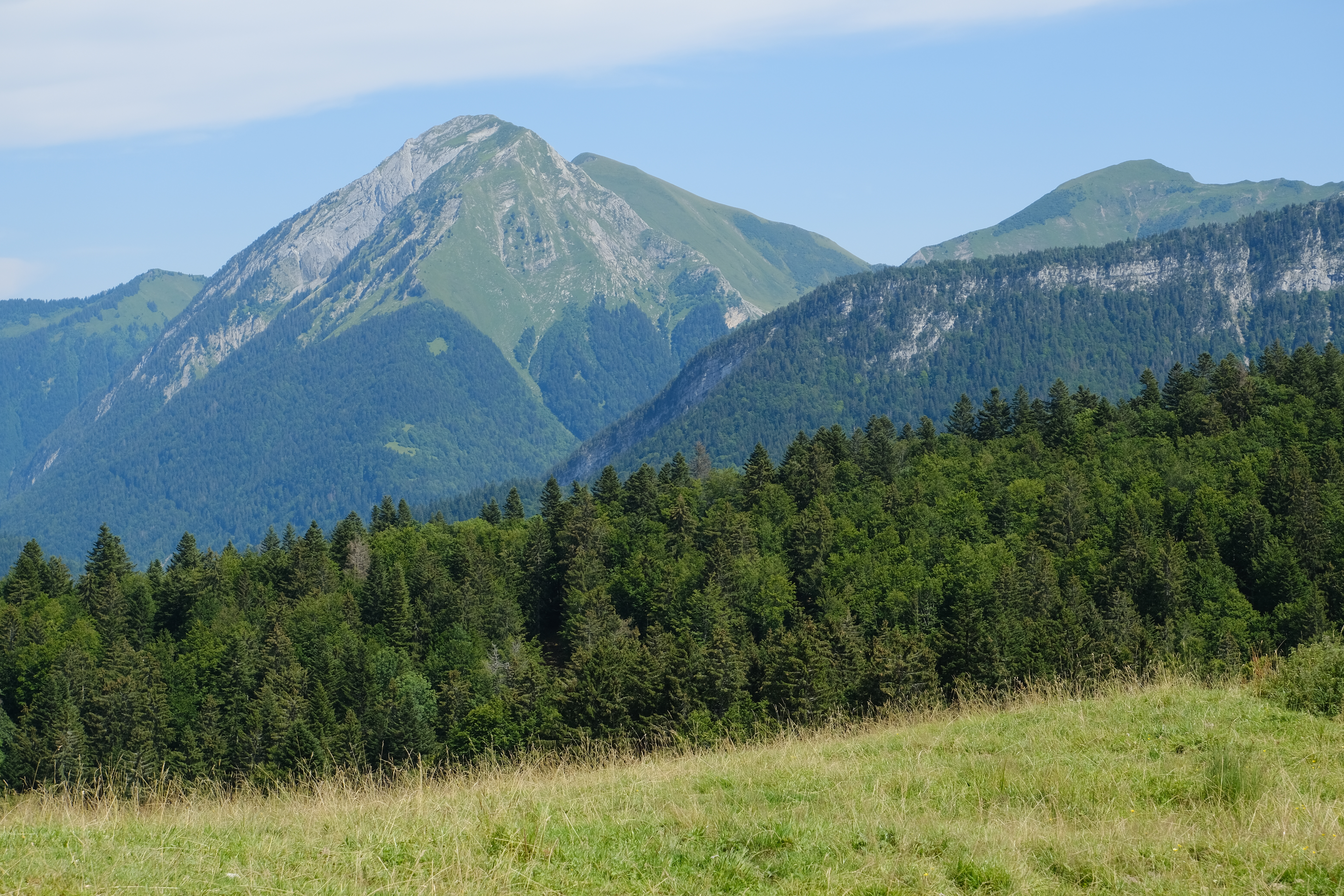
Mont Pécloz

Nach Osten erstreckt sich der Gemeindeboden in das abgelegene und tief eingeschnittene Vallon de Bellevaux, wobei der Chéran stets die nördliche Grenze markiert. Von Süden münden zwei Seitentäler, in deren oberen Bereichen sich ausgedehnte Alpweiden befinden. Die südöstliche Grenze verläuft auf dem schmalen Bergkamm, welcher die Wasserscheide zwischen dem Chéran und dem angrenzenden Isèretal bildet. Markante Berggipfel sind die Dent d’Arclusaz (2040 m), die Montagne de la Lanche (2060 m) und der Mont Pécloz, auf dem mit 2197 m die höchste Erhebung von École erreicht wird. Die Gemeinde liegt innerhalb des Regionalen Naturparks Massif des Bauges (frz.: Parc naturel régional du Massif des Bauges).
Zu École gehören neben dem eigentlichen Ortskern auch verschiedene Weilersiedlungen und Gehöfte, darunter:
- Le Villard (742 m) im Talbecken südlich des Dorfes
- Gratteloup (750 m) im Talbecken südlich des Dorfes, am Ruisseau des Grands Prés

Nachbargemeinden von École sind La Compôte und Jarsy im Norden, Cléry im Nordosten, Montailleur und Grésy-sur-Isère im Osten, Fréterive, Saint-Pierre-d’Albigny und Sainte-Reine im Süden sowie Aillon-le-Jeune und Aillon-le-Vieux im Westen.

## Geschichte
Erstmals urkundlich erwähnt wird École Ende des 11. Jahrhunderts unter dem Namen Sc(h)ola. Später erschienen die Bezeichnungen Eschola (1215) und Parrochia Scole (1432). In École bestand im Ancien Régime eine kleine Herrschaft, die vom Marquisat Bauges abhing. In der Mitte des 11. Jahrhunderts wurde das Priorat Bellevaux im gleichnamigen abgelegenen Tal östlich von École gegründet durch eine Schenkung an das Benediktinerkloster St-Taurin de Gigny. Der Name erschien um 1090 als Bellævalles (schönes Tal) in den Urkunden. Die Mönche machten die Gegend um die heutige Ortschaft urbar. Im Jahr 1788 wurde es aufgelöst und die Gebäude verfielen.
Anfang Juli 1944 suchten deutsche Soldaten in der Gegend rund um École nach Widerstandskämpfern. Dabei wurde viele Menschen in den umliegenden Dörfern erschossen. Bereits am 1. Mai 1944 kam es während der Einnahme von École durch die deutsche Armee zu einem Brand, bei dem 32 Häuser zerstört wurden.
Am 6. Juli 1944 verhaftete die Gestapo 11 junge Franzosen in École, nachdem es unweit eine Explosion in einem Munitionsdepot gegeben hatte. Am Nachmittag des gleichen Tages wurden die Franzosen zusammen mit dem damals 70-jährigen Bürgermeister Jean-Benoit Ballaz erschossen. Ein Denkmal auf dem alten Dorfplatz vor der Kirche erinnert an diese Mordtat.

## Sehenswürdigkeiten
Die Pfarrkirche Saint-Maurice wurde im 18. Jahrhundert errichtet und besitzt eine Pietà aus dem 16. Jahrhundert. An der Stelle des ehemaligen Priorats Bellevaux steht heute eine Betkapelle und etwas oberhalb die Kapelle Notre-Dame de Bellevaux (auch Sainte-Fontaine genannt), die besonders am Pfingstmontag ein wichtiges Pilgerziel darstellt.

## Bevölkerung
| Jahr                       | 1962 | 1968 | 1975 | 1982 | 1990 | 1999 | 2006 | 2011 | 2020 |
| Einwohner                  | 387  | 363  | 263  | 266  | 249  | 238  | 248  | 261  | 306  |
| Quellen: Cassini und INSEE |      |      |      |      |      |      |      |      |      |

Mit 307 Einwohnern (1. Januar 2022) gehört École zu den kleinen Gemeinden des Département Savoie. Nachdem die Einwohnerzahl in der ersten Hälfte des 20. Jahrhunderts stark rückläufig war, blieb sie in den letzten Jahren ziemlich konstant.

## Wirtschaft und Infrastruktur
École war bis weit ins 20. Jahrhundert hinein ein vorwiegend durch die Landwirtschaft, insbesondere Milchwirtschaft und Viehzucht, geprägtes Dorf. Daneben gibt es heute einige Betriebe des lokalen Kleingewerbes. Einige Erwerbstätige sind Wegpendler, die in den größeren Ortschaften der Umgebung ihrer Arbeit nachgehen.
Die Ortschaft abseits der größeren Durchgangsstraßen an einer Départementsstraße, die von Alby-sur-Chéran durch das Massiv der Bauges und über den Col du Frêne nach Saint-Pierre-d’Albigny führt. Eine weitere lokale Straßenverbindung besteht mit Jarsy. Der nächste Anschluss an die Autobahn A43 befindet sich in einer Entfernung von rund 20 Kilometern.